# Johan af Gent, hertug af Lancaster
Johan af Gent (engelsk: John of Gaunt, 1st Duke of Lancaster) (født 24. juni 1340 i Gent, Belgien, død 3. februar 1399 i Leicester, England) var en stormand i England,  Belgien, Frankrig og Spanien. Han var søn af Edvard 3. af England og blev far til Henrik 4. af England. 
Johan var leder af højadelen i England og havde en hovedindflydelse på styret i Edvard 3.s sidste år og under Richard 2.. Han blev stamfader til Huset Lancaster

## Stor jordejer og midlertidig regent
Johan af Gent havde store jordbesiddelser i England og Frankrig. Hans rigdom kunne måle sig med en konges rigdom, og han opnåede høje poster i den engelske regering. I en periode var han Englands de facto hersker. Han brugte bl.a. store summer på at forbedre Kenilworth Castle i Warwickshire.
I Frankrig blev han hertug af Aquitanien. I Spanien blev han titulær konge af Kastilien og León. 

## Familie
Johan af Gent var gift flere gange, og han fik mindst otte børn. Hans efterkommere blev ind gift ind i engelske adelsslægter og vesteuropæiske fyrstehuse. En sønnedatter Philippa af England (1394 – 1430) blev som 12-årig gift med Erik af Pommern. Hun var dronning af Danmark, Norge og Sverige i 1406-1430. I perioder var hun rigsforstander (stedfortrædende regent).

## Huset Lancaster
Svigerfaderen Henrik af Grosmont (cirka 1310 – 1361) var jarl af Lancaster. I 1351 blev han også hertug af Lancaster. Efter Henrik af Grosmonts død blev han besiddelser delt mellem hans to døtre og deres mænd. Henriks ældste datter (Johans svigerinde) døde allerede i 1362. Derfor blev Johan af Gent hertug af Lancaster i 1362. 
Johan af Gent blev stamfader til kongehuset Lancaster (den røde rose), der regerede England fra 1399 til 1471. Slægtens første konge var Johans søn Henrik 4.. Den anden konge var Henrik 5. (Johans sønnesøn), men Henrik 6. (Johans oldesøn) var slægtens tredje konge. 